# Bistrica, Črnomelj
Bistrica este o localitate din comuna Črnomelj, Slovenia, cu o populație de 4 locuitori.